# Guaporema (kommun i Brasilien)
Guaporema är en kommun i Brasilien.   Den ligger i delstaten Paraná, i den södra delen av landet, 1 000 km sydväst om huvudstaden Brasília. Antalet invånare är 2 218.
Trakten runt Guaporema består i huvudsak av gräsmarker. Runt Guaporema är det glesbefolkat, med 14 invånare per kvadratkilometer.